# Masaaki Takada
Masaaki Takada (Chiba, 26 juli 1973) is een voormalig Japans voetballer.

## Carrière
Masaaki Takada speelde tussen 1992 en 2006 voor Yokohama Flügels, Vissel Kobe, Tokyo Fulie, Yokohama FC, Sony Sendai en Shizuoka.